# Magomed-Nuri Osmanowitsch Osmanow
Magomed-Nuri Osmanowitsch Osmanow (russisch Магомед-Нури Османович Османов; wiss. Transliteration: Magomed-Nuri Osmanovič Osmanov; * 6. Februar 1924 in Machatschkala, Dagestanische ASSR; † 8. August 2015 in Chadschalmachi bei Lewaschi, Dagestan) war ein Iranist und Orientalist aus Dagestan. Er war Professor für iranische und türkische Philologie und der Direktor des Instituts für Islamwissenschaft der Staatlichen Universität Dagestan.
Er studierte iranische Philologie an der Philologischen Fakultät der Staatlichen Universität Moskau und arbeitet später am Institut für Orientalistik der Russischen Akademie der Wissenschaften.
Er ist einer der Fellows des Königlichen Aal al-Bayt Instituts für islamisches Denken (Royal Aal Al-Bayt Institute for Islamic Thought) in Jordanien und Mitglied der Tadschikischen Akademie der Wissenschaften.
Er übersetzte den Koran in die russische Sprache, eine Veröffentlichung die 1995 zuerst erschien und für die er 2002 von Präsident Putin den Staatspreis der Russischen Föderation auf dem Gebiet der Wissenschaft und Technologie erhielt und von der Geistlichen Verwaltung der Muslime Dagestans (DUMD) des Wahhabismus beschuldigt wurde.
Zu seinen Interessengebieten zählten Geschichte und Textkritik der persischen Literatur, persische Lexikographie sowie die Übersetzung und Kommentierung des Korans.